# اچ‌ام‌اس پنلوپه (۱۹۱۴)
اچ‌ام‌اس پنلوپه (۱۹۱۴) (به انگلیسی: HMS Penelope (1914)) یک کشتی بود که طول آن ۴۳۶ فوت (۱۳۳ متر) بود. این کشتی در سال ۱۹۱۴ ساخته شد.